# Ichneumon criticus
Ichneumon criticus är en stekelart som beskrevs av Peter Friedrich Ludwig Tischbein 1881. Ichneumon criticus ingår i släktet Ichneumon och familjen brokparasitsteklar. Inga underarter finns listade i Catalogue of Life.